# Mucho Barato
Mucho Barato var   den mexicanske hiphop-gruppe Control Machetes debutalbum, der blev udgivet i 1996. For størstedelen rappende svarende til Fermin IV og Pato Machete. Jason Roberts og DJ Toy Selectah producerede. Albummet kan betragtes som en vigtig del i gennembruddet for gangsta rappens dominans på hiphop-scenen i af 1990'erne i Mexico.

## Sporliste
- Control Machete
- ¿Comprendes Mendes?
- Las Fabulosas I
- Andamos Armados
- Humanos Mexicanos
- Cheve
- Madrugada Encore
- Así Son Mis Días
- ¿Te Aprovechas del Límite?
- Justo 'N
- La Copa de Dama
- La Lupita
- Grin-Gosano
- Únete Pueblo
- Las Fabulosas II
- El Son Divo
- Marioneta
- Mexican Curious